# Pena das Selvas
Pena das Selvas é um personagem de histórias em quadrinhos Disney, sendo mais um dos personagens secundários criados como uma variante do Peninha. É uma sátira às histórias dos filmes do Tarzan. Não possui nenhuma ligação com o Peninha, embora exista uma cidade chamada Patópolis, próxima à selva onde mora.
Criado no Brasil, em 1978, com a história Perigos da selva, com desenhos de Carlos Edgard Herrero. É personagem em mais de 50 histórias. Possui outros coadjuvantes também inspirados na história do Tarzan, como Glorijane (Glória), Biquinhoboy (Biquinho), Chita da Silva.
Além do Pena das Selvas, também existem o Pena Kid, Pena Escarlate, Pena Submarino e vários outros alter-egos do Peninha. Todos, com o intuito de aproveitar o grande sucesso do Peninha, Muito popular no Brasil e na Itália.

## Personagens secundários
Além de Glorijane, Biquinhoboy e Chita da Silva que são aparições constantes nas histórias, outros personagens também fazem parte do universo do Pena das Selvas. São eles:
- Bumbo, o elefante
- Mbonga, o nativo amigo do Pena e outros com apenas aparições únicas como Barzan, Rainha Nemone, Currupaco, etc.

## Nomes em outros idiomas
- Dinamarquês: Skovånden
- Espanhol: Copete de la selva
- Finlandês: Metsäankka
- Francês: Popop de la jungle
- Italiano: il Papero della foresta
- Norueguês: Skoganden